# Transition d'Apple vers Intel
Cet article traite de la transition des processeurs PowerPC vers une architecture Intel. Lisez Architecture Apple-Intel pour un article sur la nouvelle plateforme.

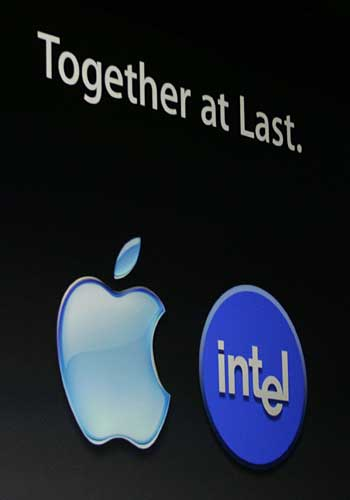
« Together at last » (« finalement réunis »). Image du WWDC 2005.

La transition d’Apple vers Intel est un changement de l'architecture de la plateforme Macintosh pour l'utilisation de microprocesseurs Intel à la place des PowerPC d'IBM utilisés jusque-là.

## Avant la transition
Ce n'est pas la première fois[Quand ?] qu’Apple change de fabricant de ses microprocesseurs et par là de leur architecture : la compagnie était déjà passée, dans les années 1990, des 68K de Motorola vers les PowerPC d'IBM, développés en collaboration avec Apple. Cela prit plusieurs années, durant lesquelles Apple développa de nombreuses versions de Mac OS qui pouvaient tourner sur les deux types de processeurs, avec l'introduction d'une couche d'émulation de bas-niveau de l'architecture 68K par les modèles PowerPC, et en encourageant les développeurs à créer des applications fat binaries (en)[Quoi ?] pouvant tourner nativement sur les deux systèmes.

### Raisons invoquées
Apple jusqu'alors avait toujours présenté les CPU PowerPC utilisés dans ses ordinateurs comme plus performants. Cependant, les portables d'Apple disposaient d'une architecture machine vieillissante, qu'il convenait de remplacer. Lors de la keynote de juin 2005, Apple déclara l'impossibilité d'intégrer le G5 dans un ordinateur portable, et déclara que la guerre des architectures CPU était finie depuis longtemps. Un graphique montrant qu'en juin 2006 les CPU Intel prévus permettraient un rapport performance par watt cinq fois supérieur à celui des CPU PowerPC prévus a ensuite été présenté pour justifier cette transition.

### Difficultés de partage logiciel pour les applications x86
Lorsque les Macs utilisaient des microprocesseurs PowerPC, le développement d'applications pour les trois systèmes, Mac OS, Linux et Microsoft Windows  entraînait des pertes de temps, car il ne fallait pas seulement utiliser des nouvelles bibliothèques, mais aussi compiler pour une architecture totalement différente. Une maintenance en double était également nécessaire.

## Annonce de Steve Jobs
En juin 2005, Steve Jobs confirme les rumeurs qui commençaient à circuler et annonce officiellement la transition sur un an des produits Apple vers des processeurs Intel. L'annonce provoqua tout de même un choc dans la communauté Apple car elle représentait un énorme revirement. En effet, Apple a soutenu les PowerPC jusqu'au dernier jour en affirmant que ces derniers étaient beaucoup plus puissants et avantageux en matière de performances que les processeurs Intel.

## Défis de la transition

### Système d'exploitation
Le principal défi technique pour Apple était de réussir à faire tourner Mac OS X sous la nouvelle architecture. Ce défi n'en était pas un : NeXTSTEP, l'ancêtre de Mac OS X tournait sous plusieurs architectures et Apple a conservé la compatibilité au cours des diverses versions. Après l'annonce de juin 2005, Apple a proposé pour 1 000 $ un ordinateur prototype pour les développeurs incluant la version 10.4.3 - x86 de Mac OS X. Cette version était déjà très fonctionnelle, Steve Jobs ayant même fait tout le keynote avec ce prototype (en utilisant entre autres les nouvelles fonctions de Mac OS X 10.4 : Dashboard et Spotlight). La version 10.4.4 de Mac OS X est la première version de Mac OS X à être commercialisée avec x86.

### Réécriture des applications PowerPC
Si la réécriture de l'OS fut le principal défi technique, le principal défi commercial a été de faire accepter aux développeurs la réécriture de leurs applications PowerPC. Pour cela, Apple a utilisé deux « pivots » : le premier est Xcode 2.1, qui incluait une option pour compiler les applications en mode Universal, c'est-à-dire à la fois compatible PowerPC et Intel. Le second est Rosetta, un émulateur d'applications PowerPC, pour les applications non-réécrites.

## Réactions à la transition
- IBM a indiqué son étonnement en rappelant que les créateurs de consoles de jeux vidéo - qui sont souvent le moteur des applications futures - ont tous trois annoncé au contraire migrer leurs produits vers des puces PowerPC, par exemple le Cell d'IBM pour la PS3.

## Passage réussi
Dès le début de l'année 2006, Apple sort une nouvelle version de l'iMac incluant une architecture Intel et un processeur Intel Core Duo. Apple va pendant l'année suivante basculer l'ensemble de ses ordinateurs de la même manière pour terminer sa transition en été 2006 avec la sortie de serveurs et ordinateurs Mac Pro possédant deux processeurs Xeon.

## Postérité
La transition des Macintosh vers l'ARM est annoncée en 2020.